# McKayla Maroney
McKayla Rose Maroney (Aliso Viejo, California; 9 de diciembre de 1995) es una gimnasta artística estadounidense retirada, ganadora de la medalla de oro en la competición por equipos y la medalla de plata en la final de salto de potro en los Juegos Olímpicos de Londres de 2012. Además, también es campeona del mundo por equipos, y dos veces campeona del mundo de salto de potro.

## Biografía
McKayla Rose Maroney nació en Aliso Viejo, California el 9 de diciembre de 1995. Es hija de Mike y Erin Maroney, y tiene dos hermanos: Tarynn y Kav. Maroney tiene ascendencia irlandesa, y fue criada en la fe católica. Desde pequeña fue educada en casa, para poder entrenar como gimnasta de élite.
Empezó a asistir a clases de gimnasia a los dos años de edad. Con 9 años, Maroney empezó a entrenar en el Gym-Max Gymnastics de Costa Mesa, California, donde conoció a su compañera de equipo olímpico Kyla Ross.
En 2014 demandó a una página web de contenido adulto por haber publicado imágenes robadas y retocadas en las que aparecía desnuda, alegando que era menor de edad cuando esas fotos fueron tomadas.
En octubre de 2017, reveló que había sufrido abusos de manera repetida por parte del entonces médico de la selección, Larry Nassar, desde que tenía 13 años y hasta su retirada deportiva en 2016. En diciembre de ese mismo año presentó una demanda contra el mismo Nassar, la Universidad Estatal de Míchigan, el Comité Olímpico de Estados Unidos y la Federación de Gimnasia estadounidense, acusando a los últimos dos de encubrir los abusos sexuales de Nassar haciéndole firmar un acuerdo confidencial por el valor de 1,25 millones de dólares. En una entrevista televisiva al canal NBC, Maroney manifestó que ella alertó a la USAG en 2011 de los abusos de Nassar y estos fueron tapados.

## Carrera júnior

### 2009
En agosto de 2009, Maroney participó en el Visa Championships en Dallas, Texas. Se clasificó en el puesto número 27 en el circuito completo individual y tercera en la final de salto.

### 2010
En julio de 2010 compitió en el CoverGirl Classic de Chicago. Se clasificó séptima en la competición de all-arround con una puntuación de 55.650.
En agosto participó en el Visa Championships que se celebró en Hartford, Connecticut. Allí se clasificó tercera en el circuito completo individual. En las finales por aparatos, quedó primera en salto, séptima en viga de equilibrio y cuarta en el ejercicio de suelo.
En septiembre de ese mismo año, Maroney formó parte del equipo estadounidense que participó en el Pan American Championships celebrado en Guadalajara, México. Contribuyó en la medalla de oro ganada por el equipo participando en las pruebas de viga de equilibrio, salto y suelo. En las finales individuales, ganó la medalla de oro en salto y suelo con unas puntuaciones de 15.387 y 14.225 respectivamente.

## Carrera profesional

### 2011
En mayo, Maroney compitió en el trofeo City of Jesolo en Italia. Allí ganó la medalla de oro por equipos y la medalla de oro en el circuito individual quedando por delante de su compañera Jordyn Wieber.
En julio de ese mismo año, participó en el CoverGirl Classic de Chicago. Se clasificó primera en la final de salto, décima en barras asimétricas, séptima en viga de equilibrio y quinta en el ejercicio de suelo. En agosto participó en el Visa Championships donde se clasificó segunda en el circuito individual, primera en salto, séptima en viga de equilibrio y quinta en el ejercicio de suelo.
En octubre fue escogida para representar al equipo nacional estadounidense en el Mundial de Gimnasia Artística de Tokio, junto a Sabrina Vega, Jordyn Wieber, Aly Raisman, Gabby Douglas, Anna Li y Alicia Sacramone. Contribuyó en la medalla de oro conseguida por el equipo participando en las pruebas de salto y suelo. Además, ganó la competición de salto con una puntuación de 15.300.

### 2012
A principios de año, Maroney participó en varias competiciones como el trofeo City of Jesolo, el Secret U.S. Classic o el Visa Championships, donde consiguió muy buenos resultados.
En julio participó en los Olympic Trials (pruebas de selección para el equipo olímpico) celebrados en San José, California. Aunque en el primer día de pruebas tuvo distintas caídas, Maroney se clasificó primera en la final de salto con una puntuación de 31.700, y quinta en la final de suelo con una puntuación de 29.700 después de los dos días de pruebas. Maroney fue una de las atletas escogidas para representar al equipo femenino de gimnasia artística en los Juegos Olímpicos de Londres 2012.

#### Juegos Olímpicos Londres 2012
McKayla Maroney participó en los Juegos Olímpicos de Londres 2012 formando parte del equipo de gimnasia artística de Estados Unidos. Durante los entrenamientos se lesionó el dedo gordo del pie; aun así pudo participar en el ejercicio de salto, aunque no en el de suelo. En las pruebas de clasificación, Maroney consiguió clasificarse para la final de salto así como en la final por equipos.
Consiguió la medalla de oro por equipos junto a sus compañeras Aly Raisman, Jordyn Wieber, Gabrielle Douglas y Kyla Ross. Tras ganar la final con solvencia, el equipo fue apodado como las Fierce Five. Maroney contribuyó en esta victoria participando en la prueba de salto donde consiguió una puntuación de 16.233 por su Amanar casi perfecto; esta fue la puntuación más alta conseguida hasta la fecha en unos Juegos Olímpicos. Además, también consiguió la medalla de plata en la final de salto con una puntuación de 15.083. Maroney hizo un Amanar en el primer salto, pero tuvo una caída en el segundo. Aun así, consiguió clasificarse segunda por detrás de la rumana Sandra Izbasa.
Después de los Juegos Olímpicos, Maroney participó en el Kellogg's Tour junto a los equipos estadounidense de gimnasia. Durante una de las actuaciones se fracturó la tibia de la pierna izquierda.
McKayla no está impresionada

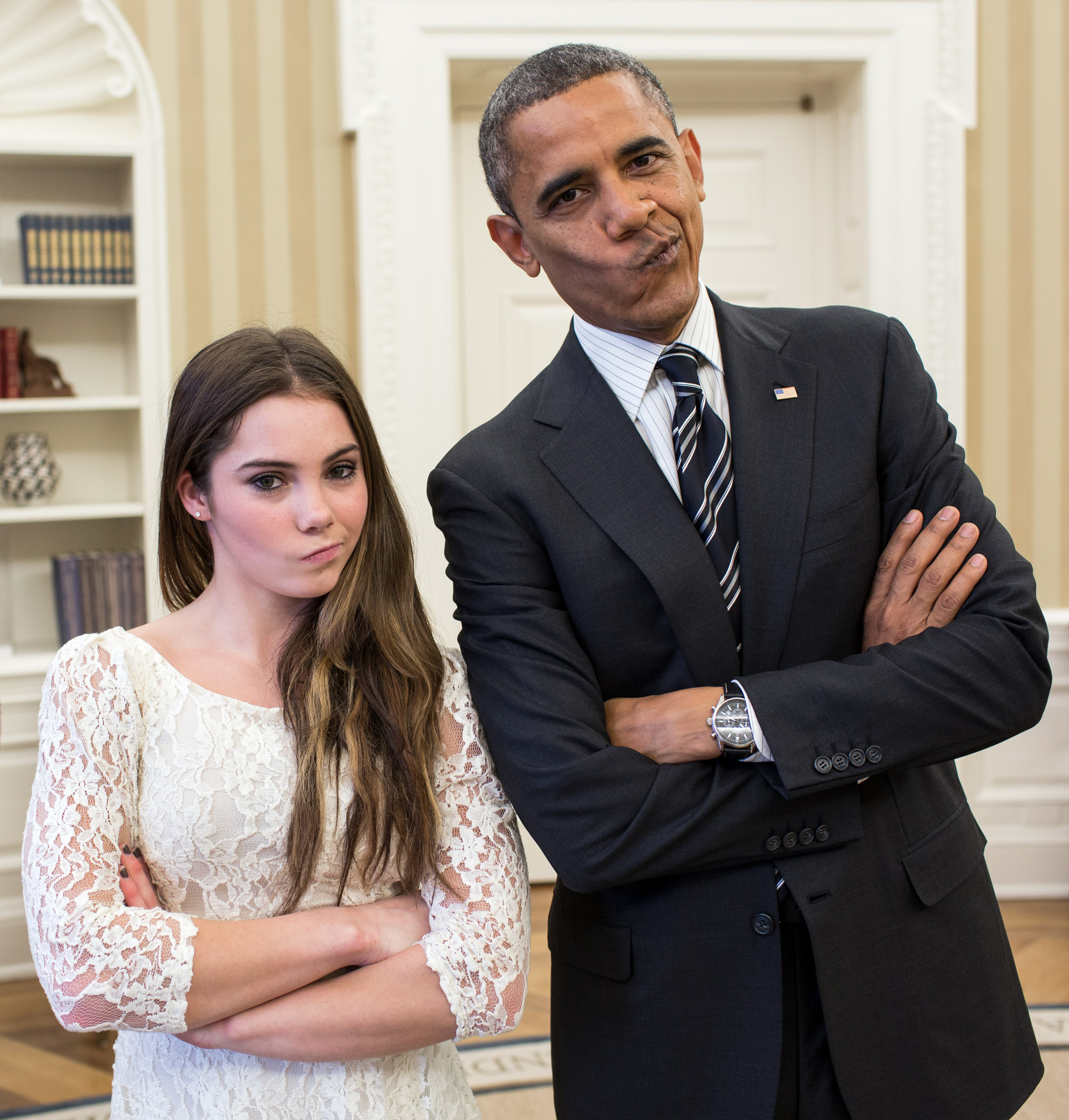
Maroney con el presidente Obama

Después de ganar medalla de plata en la prueba de salto, Maroney fue fotografiada en el podio mientras hacía una breve mueca de desencanto con los labios torcidos a un lado. La imagen se volvió un fenómeno de Internet y fue difundida por un blog de tumblr llamado "McKayla is not impressed". La imagen se volvió viral después de ser editada digitalmente en varios lugares y situaciones "impresionantes", por ejemplo: Sobre la Gran Muralla china o parada al lado de Usain Bolt.
Maroney ha hecho bromas sobre este meme en diversas ocasiones, incluyendo diversas apariciones en programas de televisión estadounidenses e incluso en la visita que hicieron ella y el resto del equipo de gimnasia de EE. UU. al presidente Barack Obama en la Casa Blanca en noviembre de 2012. Ella y Obama posaron para una foto juntos, ambos haciendo la mueca de los labios torcidos.

### 2013
En 2013, Maroney firmó un contrato de patrocinio con la marca deportiva Adidas.
En julio de 2013 McKayla hizo su reaparición después de los Juegos Olímpicos al participar en el Secret U.S. Classic donde se clasificó primera en la prueba de salto y tercera en la de suelo.
En septiembre, fue una de las gimnastas que formó parte del equipo estadounidense para participar en el Mundial de Gimnasia Artística de Amberes. Maroney participó en las pruebas de suelo, salto y en el circuito individual. Aunque se clasificó para la final de los ejercicios en los que participaba, no pudo competir en la final de all-around debido a que solo dos gimnastas de cada país pueden participar en una final (sus compañeras Simone Biles y Kyla Ross obtuvieron mejores puntuaciones). Maroney ganó la medalla de oro en salto con una puntuación de 15.724.

### Retirada
En febrero de 2016, Maroney anunció su retirada de la gimnasia de élite después de dos años de continuas lesiones. Maroney fue la tercera integrante de las «Fierce Five» en retirarse del deporte de élite después de que lo hubieran hecho Jordyn Wieber en 2015, y Kyla Ross, que lo anunció unos días antes en su cuenta oficial de Twitter.

## Medallero
| Año  | Competición                | Equipo | AA               | VT               | UB | BB | FX     |
| ---- | -------------------------- | ------ | ---------------- | ---------------- | -- | -- | ------ |
| 2009 | Campeonato Nacional Júnior |        |                  | Bronce           |    |    |        |
| 2010 | U.S. Classic               |        | 7                | Medalla de plata |    |    | 5      |
| 2010 | Campeonato Nacional Júnior |        | Bronce           | Oro              |    | 7  | 4      |
| 2010 | Campeonato Panamericano    | Oro    |                  | Oro              |    |    | Oro    |
| 2011 | Trofeo City of Jesolo      | Oro    | Oro              | Oro              | 5  | 5  | 4      |
| 2011 | U.S. Classic               |        |                  |                  |    | 6  | 5      |
| 2011 | Campeonato Nacional        |        | Medalla de plata | Oro              |    | 7  | 5      |
| 2011 | Campeonato Mundial         | Oro    |                  | Oro              |    |    |        |
| 2012 | Trofeo City of Jesolo      | Oro    | 4                | Oro              |    |    | 6      |
| 2012 | U.S. Classic               |        |                  | Oro              |    |    |        |
| 2012 | Olympic Trials             |        | 7                | Oro              |    |    | 5      |
| 2012 | Juegos Olímpicos           | Oro    |                  | Medalla de plata |    |    |        |
| 2013 | U.S. Classic               |        |                  | Oro              |    |    | Bronce |
| 2013 | Campeonato Nacional        |        |                  | Oro              |    |    | Oro    |
| 2013 | Campeonato Mundial         |        |                  | Oro              |    |    |        |

Notas: AA=Circuito completo individual. VT=Salto. UB=Barras asimétricas. BB=Barra de equilibrio. FX=Suelo.

## Filmografía
Hizo su debut como actriz en noviembre de 2012 en la serie Hart of Dixie, emitida en The CW y protagonizada por Rachel Bilson. Maroney participó en seis episodios de la segunda temporada de la serie, interpretando a Sonya.
En diciembre de 2013 apareció como estrella invitada en un episodio de la novena temporada de la serie Bones de FOX, donde interpretó a una gimnasta sospechosa de haber asesinado a una compañera.
En 2016 participó en la serie Superstore de NBC, juntamente con otros olímpicos como Tara Lipinski y Apolo Anton Ohno.